# 루이스 히메네스 (1988년)
루이스 도밍고 히메네스 로드리게스(스페인어: Luis Domingo Jiménez Rodriguez, 1986년 1월 18일 ~ )는 도미니카 공화국의 야구 선수이자, 전  일본 퍼시픽 리그 도호쿠 라쿠텐 골든이글스의 내야수, 지명타자이다.

## 미국 프로야구시절
2013년에 LA 에인절스에 입단하였다.

## 한국 프로야구시절

### LG 트윈스시절
2015년 6월 15일 잭 한나한의 대체 용병으로 영입되었다.
2015년 시즌 70경기에 출전해 3할대 타율, 11홈런, 87안타, 46타점을 기록했다.
2016년 시즌 후 11월 30일에 100만 달러에 재계약을 체결했다.
그러나 발목 부상 및 성적 부진으로 인해 2017년 7월에 방출됐다. 그의 대체 용병으로는 제임스 로니가 영입되었다.

## 도미니카공화국 프로야구 시절
2017년에 아길라스 시베나스에 입단하였다.

## 일본 프로야구시절
2019년에 도호쿠 라쿠텐 골든이글스에 입단하였다.